# Jerschow
Jerschow (russisch Ершов, wiss. Transliteration Eršov) ist eine russische Stadt mit 21.448 Einwohnern (Stand 14. Oktober 2010) und Zentrum des gleichnamigen Rajons in der Oblast Saratow.

## Lage
Jerschow liegt am Oberlauf des Flusses Kleiner User in der östlichen Oblast Saratow, 180 km von der Gebietshauptstadt Saratow und etwa 100 km von der Grenze zu Kasachstan entfernt. Die nächstgelegene Stadt ist Balakowo, das sich 80 km nördlich von Jerschow befindet.

## Geschichte

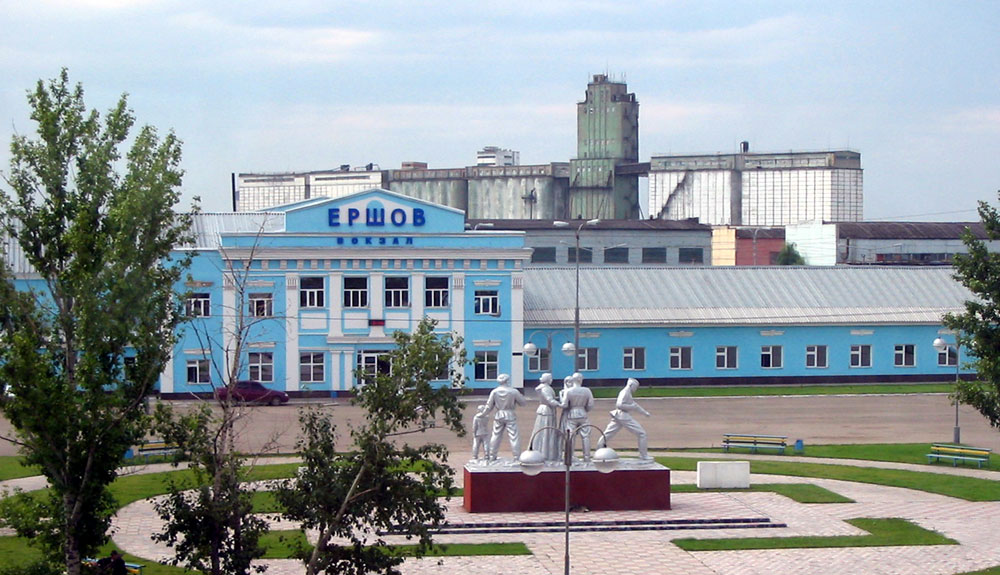
Der Bahnhof Jerschow

Jerschow wurde im Jahr 1893 als Eisenbahnersiedlung um den ein Jahr später eröffneten Bahnhof Jerschowo der damaligen Rjasan-Ural-Eisenbahn gegründet. Anfangs wurde der Bahnhof von der Strecke Pokrowsk–Uralsk, ab 1895 zusätzlich von der Stichstrecke von Jerschow nach Nikolajewsk bedient. Ab 1898 wurden in der Nähe des Jerschower Bahnhofs Eisenbahnwerkstätten und ein Lokomotivendepot errichtet; weitere Industriebetriebe gab es im Ort nicht.
Im Jahr 1914 überstieg die Einwohnerzahl der Stationssiedlung, die bis 1917 zum Gouvernement Samara gehörte, erstmals die Grenze von 1000. 1928 wurde Jerschow Verwaltungszentrum des Rajons Jerschow in der Oblast Saratow. Den Status einer Stadt erhielt der Ort jedoch erst 1963.

### Bevölkerungsentwicklung
| Jahr | Einwohner |
| ---- | --------- |
| 1939 | 14.439    |
| 1959 | 19.977    |
| 1970 | 21.731    |
| 1979 | 22.277    |
| 1989 | 24.468    |
| 2002 | 23.848    |
| 2010 | 21.448    |

Anmerkung: Volkszählungsdaten

## Wirtschaft
Mit einer Anbindung an zwei Bahnstrecken und an die Europastraße 38 ist Jerschow ein regional bedeutender Verkehrsknotenpunkt mit einem großen Eisenbahndepot, das zu den wichtigsten Betrieben der Stadt gehört. Ansonsten ist die Industrie in Jerschow mit einigen wenigen Nahrungsmittelfabriken nur wenig ausgeprägt.

## Bekannte Bauwerke
In Jerschow steht ein 1974 errichteter, 350 Meter hoher Sendemast für UKW und TV.

## Söhne und Töchter der Stadt
- Walentina Prudskowa (1938–2020), Florettfechterin
- Wiktor Mamonow (* 1968), Schauspieler